# ماناگورا
ماناگورا (انگلیسی: Managora) یک شهرک در شهرستان ایگلینسکی استان باشقیرستان کشور روسیه است.